# Kvarteret Tomten

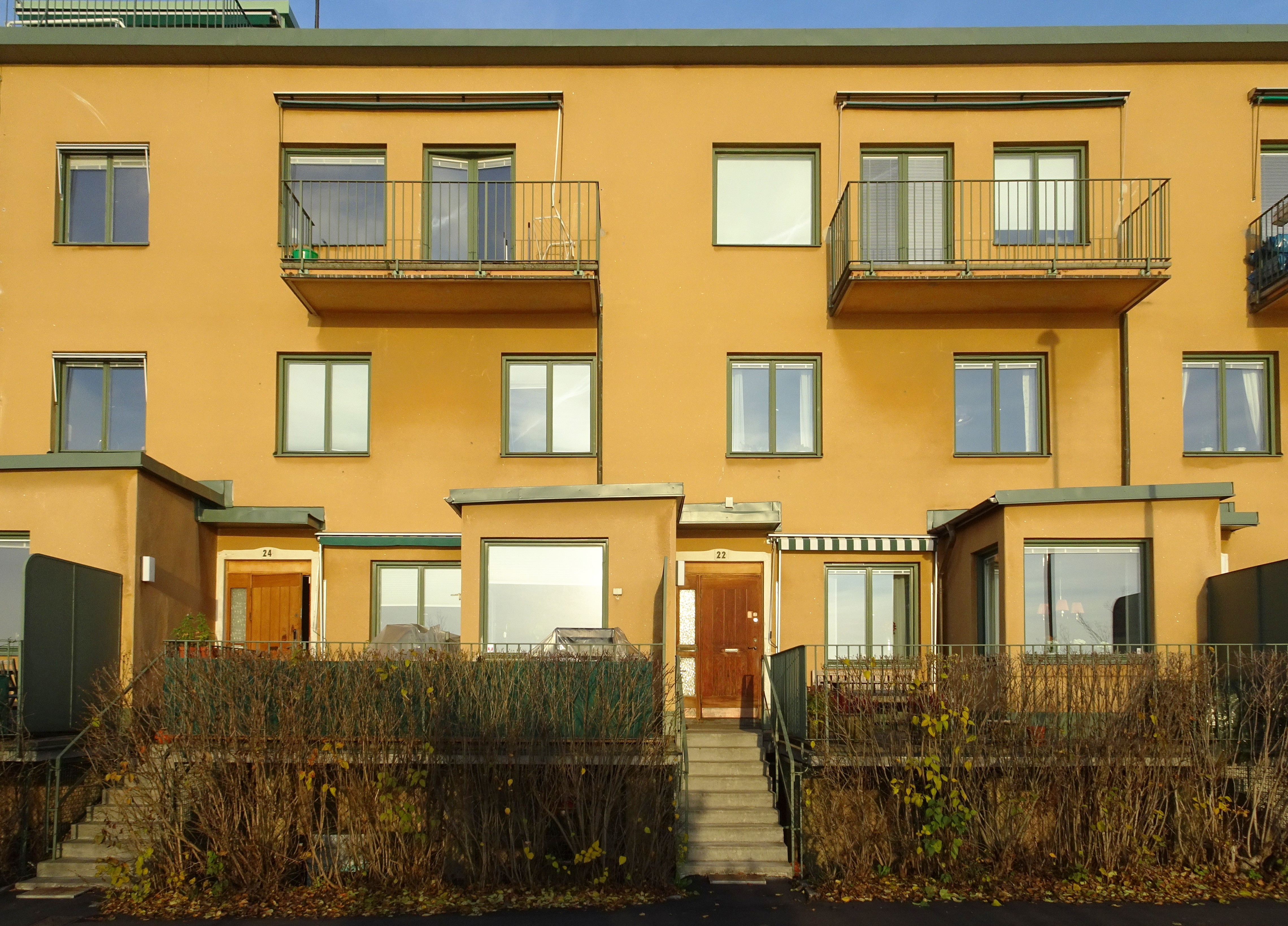
Tomten 1 ingångar 22 och 24, fasad mot Snoilskyvägen, november 2018.

Kvarteret Tomten är ett kvarter mellan Orvar Odds väg och Snoilskyvägen i Fredhäll på Kungsholmen i Stockholm. Kvarteret består av tre fastigheter Tomten 1, 2 och 3, varvid Tomten 1 ligger mittemellan 2 och 3. Bebyggelsen i kvarteret består av tre radhuslängor som uppfördes 1935 efter ritningar av arkitekt Herbert Kockum. Fastigheterna betraktas som Sveriges första terrasshus och är grönmärkt av Stadsmuseet i Stockholm vilket innebär ”särskilt värdefulla från historisk, kulturhistorisk, miljömässig eller konstnärlig synpunkt”.

## Beskrivning

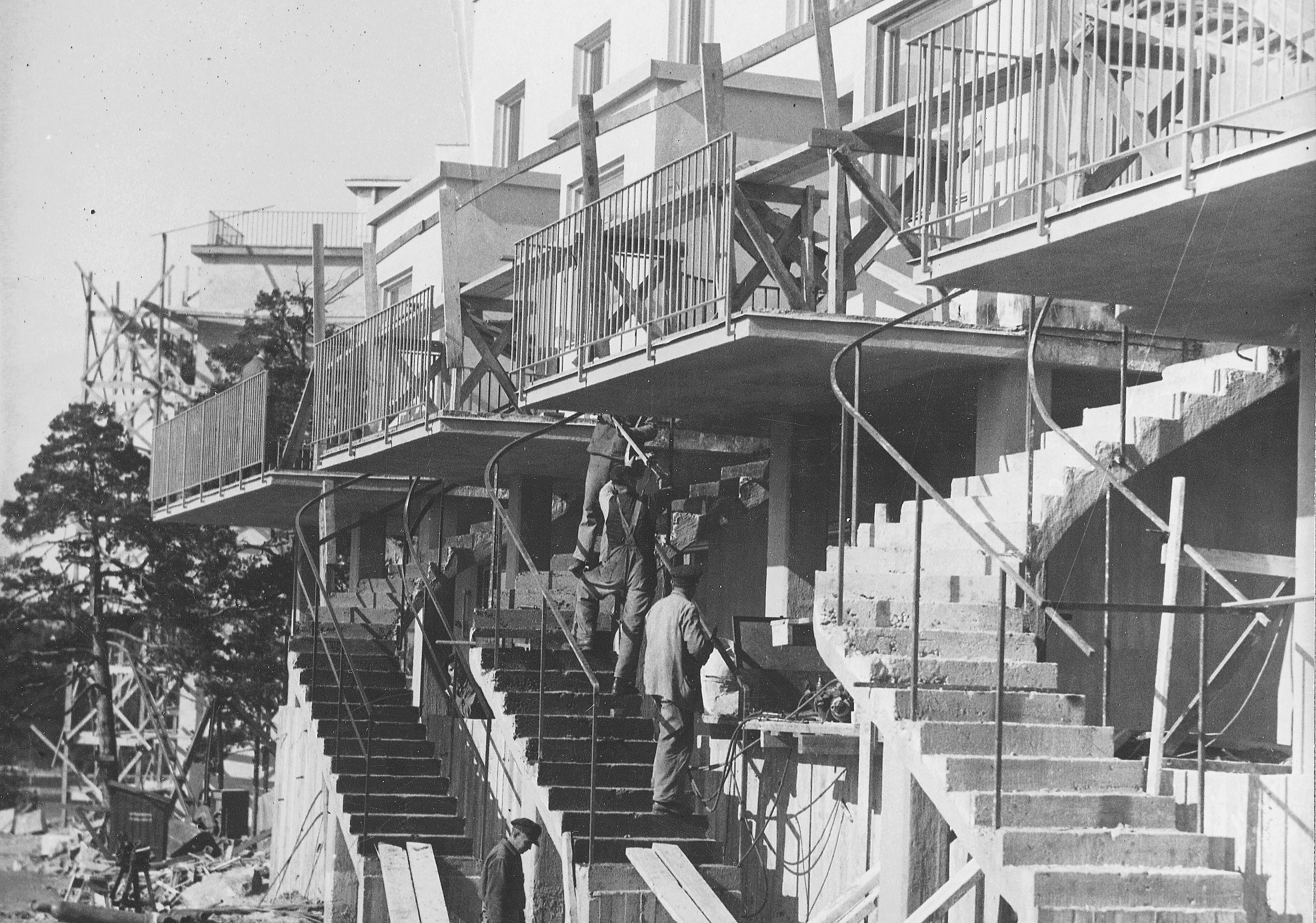
Tomten 2 under uppförande, 1935.

Längst i söder på Fredhäll, mellan Orvar Odds väg och Snoilskyvägen, ligger ett arkitektoniskt värdefullt radhusområde med vidsträckt utsikt över Mälaren. Byggherre och byggmästare var Byggnadsfirman Erik Dahl AB som innehades av Erik Dahl. Han var själv arkitekt men här anlitade han Herbert Kockum som ritade 21 radhuslägenheter i flera plan. Terrängen sluttar mot söder och de flesta lägenheter i huset fick en terrass, varför bebyggelsen gäller som Sveriges första terrasshus. 
Arkitekturen är stram funktionalistiskt med platta tak och hörnfönster. Fasaderna är släta med kraftfull färgsättning i ockra och med grönmålade fönster- och dörrsnickerier. Ingångarna anordnades dels från Orvar Odds väg och dels från Snoilskyvägen. Mot Odds väg är radhuslängorna bara en våning höga och mot Snoilskyvägen upp till tre våningar. Betongtrappor leder upp till ingångarna på båda sidor. 
Lägenheterna är stora med fyra rum och kök fördelade på två plan. I källarplanet anordnades enskilda källarförråd samt gemensam värmepanna och tvättstuga. Vardagsrummen utrustades med öppna spisar. Vissa lägenheter har även en terrass på taket och några har eget garage i källarvåningen med infart från Snoilskyvägen.

## Bilder

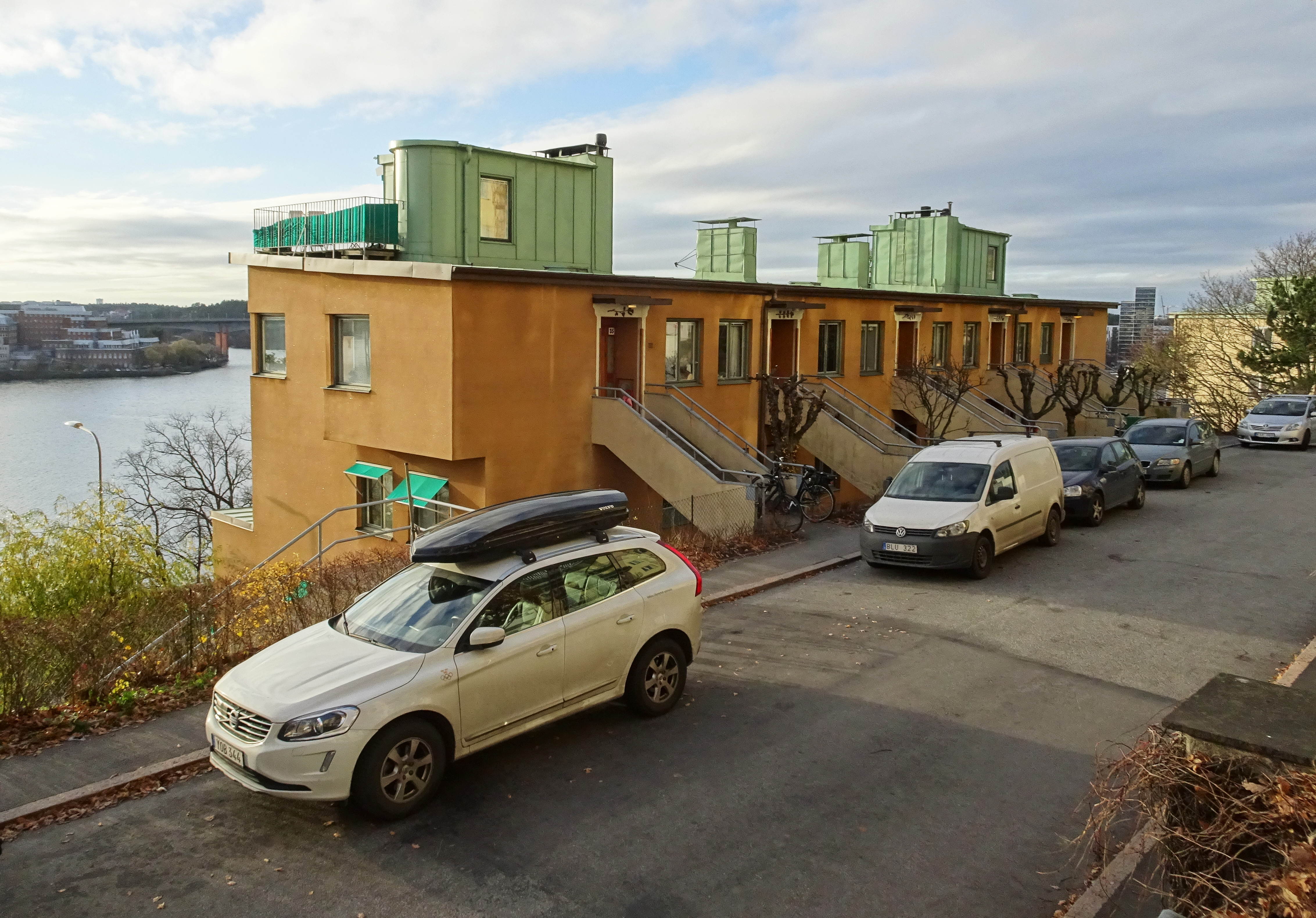
Tomten 2, fasad mot Orvar Odds väg.
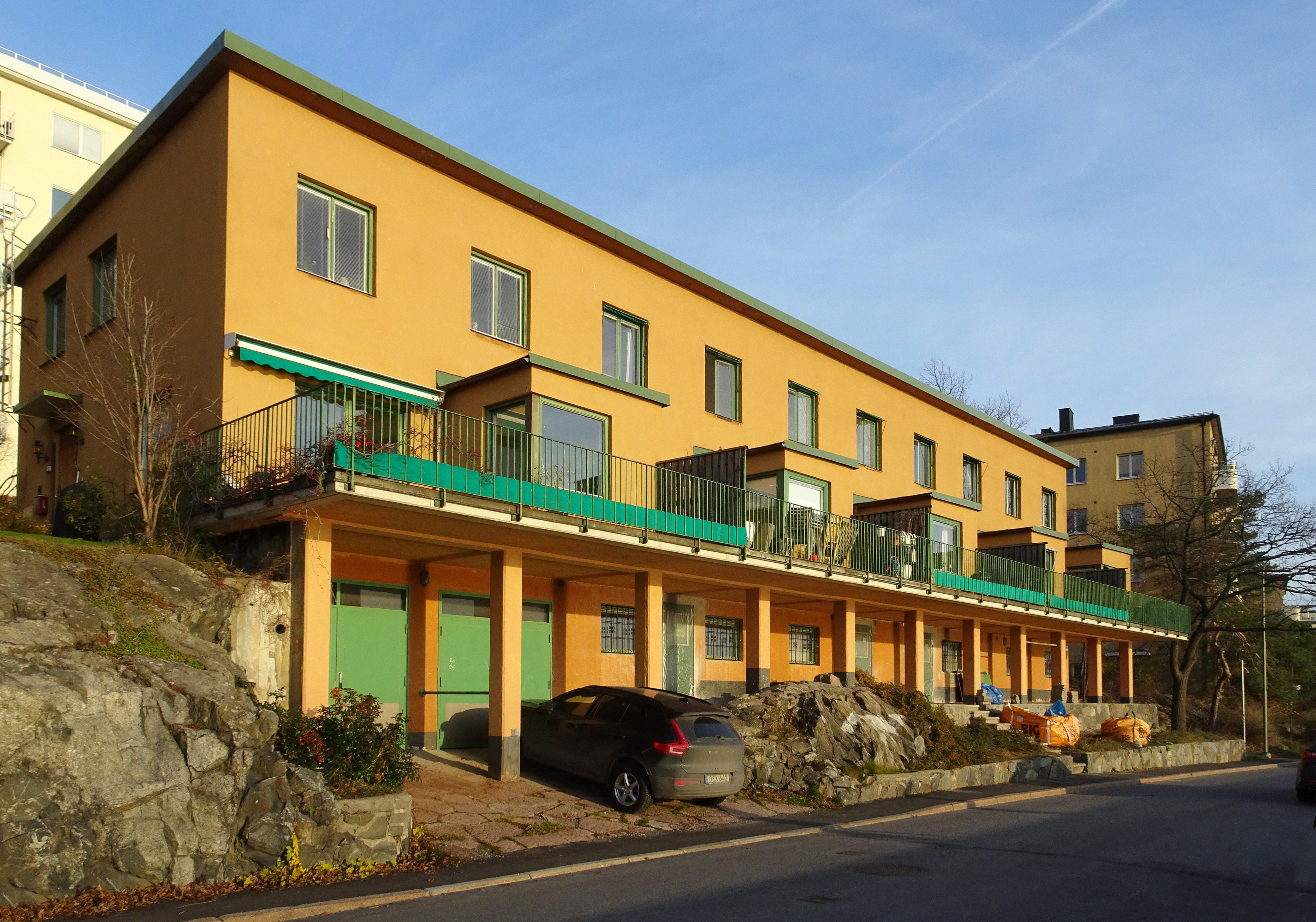
Tomten 3, fasad mot Snoilskyvägen.
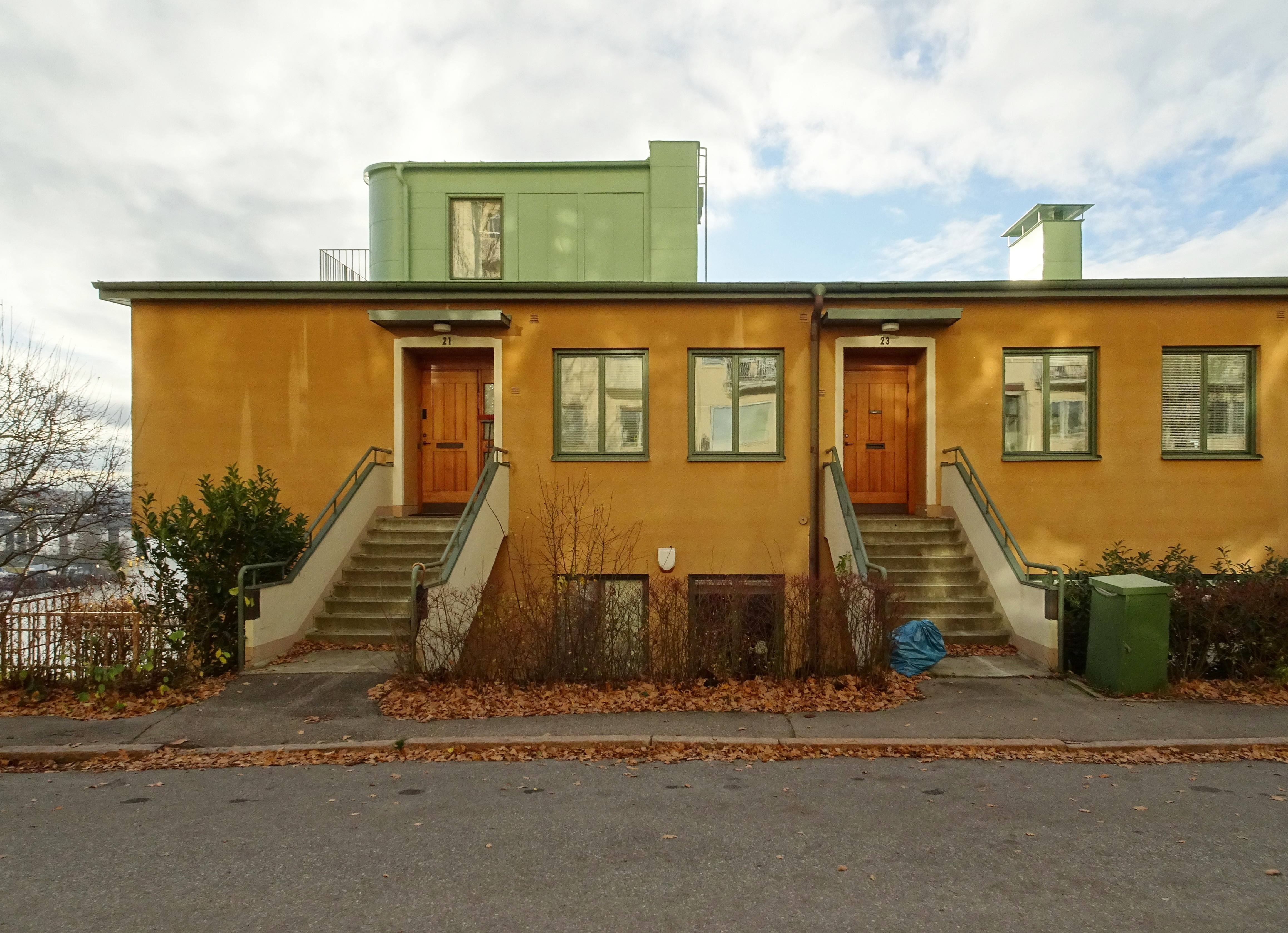
Tomten 1, ingångar 21 och 23, fasad mot Orvar Odds väg.
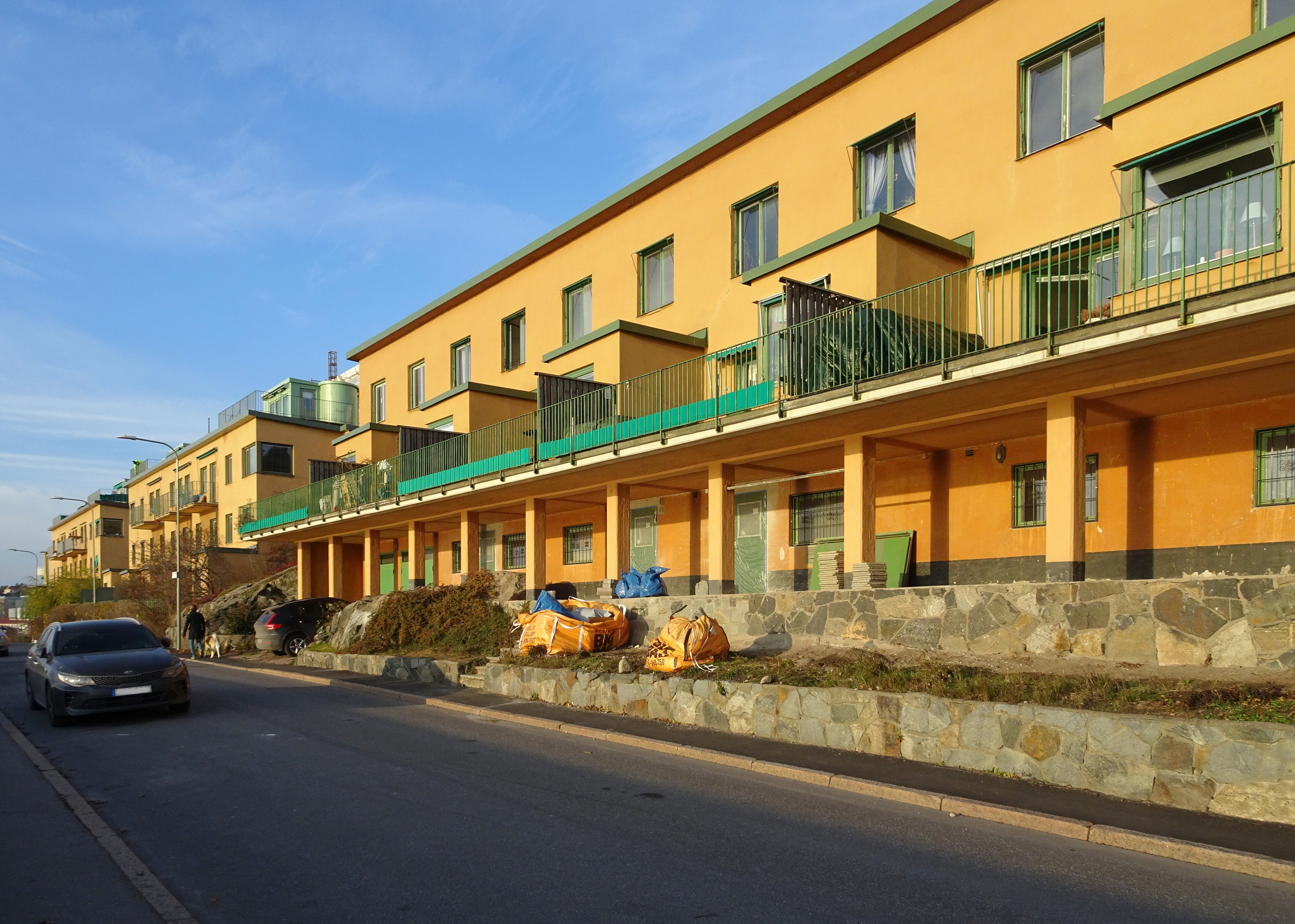
Tomten 3 (närmast) samt Tomten 1 och 2.
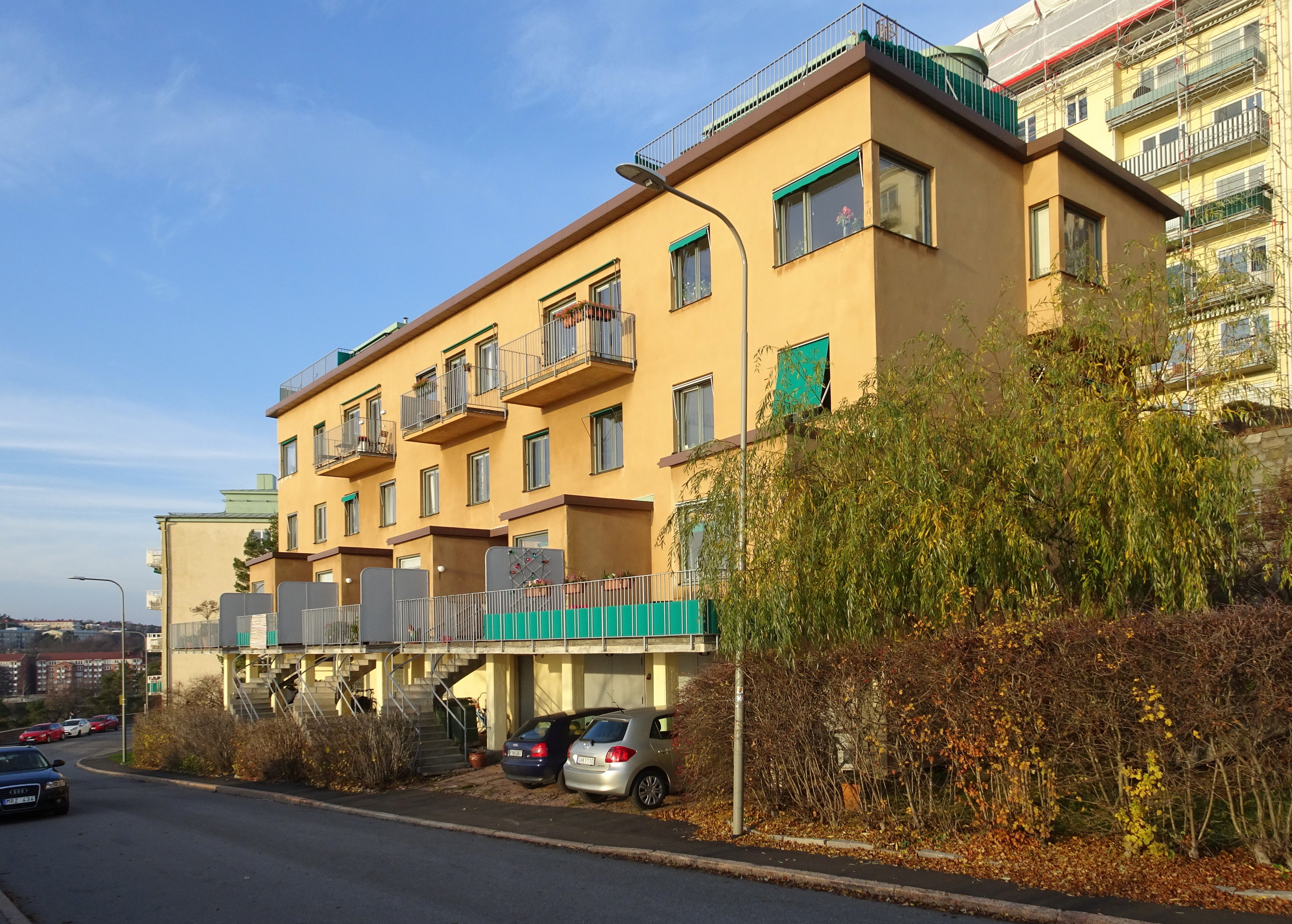
Tomten 2, fasad mot Snoilskyvägen.